# Secreto tras la puerta
Secreto tras la puerta, película estadounidense dirigida por Fritz Lang y estrenada en el año 1948.

## Argumento
Una joven heredera, en unas vacaciones en México, conoce y se enamora de un arquitecto. Tras una rápida boda, regresan a la mansión de él. Es entonces cuando la joven esposa descubre que su marido tiene muchos secretos...